# Baie Saint-Louis
La baie Saint-Louis  (anglais : Bay of Saint-Louis) est une baie de l'État du Mississippi, aux États-Unis. 

## Géographie
La baie s'ouvre sur le détroit du Mississippi et donne sur le golfe du Mexique. La baie forme un vaste estuaire pour la rivière Jordan alimentée par les eaux du bayou Lacroix. 
La baie mesure environ 8 kilomètres de long sur une dizaine de kilomètres de large.
Un pont enjambe la baie, au niveau d'une passe rétrécissant l'ouverture de la baie sur le golfe du Mexique. Cette passe fut dénommée un premier temps "Passe aux Huîtres" avant d'être renommée Passe Christian à l'époque de la Louisiane française en l'honneur d'un colon français dénommé Nicolas Christian L'Adnier.

## Histoire
En 1699, les explorateurs Jean-Baptiste Le Moyne de Bienville et Pierre Le Moyne d'Iberville, explorent la région méridionale de la Louisiane française située entre le Fort Louis de la Mobile, Biloxi et La Nouvelle-Orléans. Ils nomment cette baie Saint-Louis en l'honneur du roi de France Louis XIV.